# Fucellia vibei
Fucellia vibei är en tvåvingeart som beskrevs av Collin 1951. Fucellia vibei ingår i släktet Fucellia och familjen blomsterflugor. Inga underarter finns listade i Catalogue of Life.